# Ivo Komjanc
Ivo Komjanc, slovenski zdravnik ortoped in kirurg, * 19. september 1924 Števerjan, Italija, † 26. avgust 1991, Malcesine ob Gardskem jezeru.    

## Življenje in delo
Bil je najmlajši izmed osmih otrok, ki so se rodili kmečki družini, ki je kar petim otrokom priskrbela akademsko izobrazbo. Ljudsko šolo je obiskoval v rojstnem kraju. Gimnazijo je pričel v goriškem malem semenišču in nadaljeval ter leta 1945 končal na italijanskem državnem liceju v Gorici. Medicino je študiral na Univerzi v Padovi, kjer je 1952 diplomiral. Podiplomski študij je nadaljeval v Firencah kjer se je specializiral v ortopediji in kirurgiji. Služboval je v Trentu in Veroni ter  avgusta 1953 nastopil službo na znanem ortopedsko-kirurškem inštitutu Rdečega križa v Melcesini ob Gardskem jezeru, kjer je ostal do upokojitve leta 1989. Najprej je bil asistent, nato glavni pomočnik primarija Goričana T. Meraga. S prof. Merago sta leta 1969 dosegla, da se je inštitut razdelil na dva velika oddelka: Ortopedsko-kirurški oddelek in Center za funkcionalno fizioterapijo ohromelih ali kako drugače pri gibanju prizadetih, katerega predstojnik je postal dr. Komjanc. V letih 1975−1988 je bil tudi strokovni direktor celotnega inštituta. 